# Peter Matthiessen
Peter Matthiessen (Nova York, 22 de maig de 1927 - Sagaponack, estat de Nova York, 5 d'abril de 2014) era un novel·lista, naturalista, escriptor i agent de la CIA. Fou cofundador de la revista literària The Paris Review, va guanyar tres vegades el National Book Award. També va ser un destacat activista ambiental. Les seves obres de no ficció protagonitzen la naturalesa i viatges, en particular The Snow Leopard (1978) i costums i històries dels amerindis dels Estats Units com l'estudi detallat i controvertit sobre el cas de Leonard Peltier, In the Spirit of Crazy Horse (1983). La seva ficció ha estat adaptada al cinema. La primera història "Travelin' Man" fou feta en La jove (1960) per Luis Buñuel i la novel·la At Play in the Fields of the Lord (1965) en la pel·lícula del mateix nom de 1991.
En 2008, amb 81 anys, Matthiessen va rebre el National Book Award for Fiction per Shadow Country, una revisió en un volum de 890 pàgines de les seves tres novel·les ambientades a la frontera de Florida que havien estat publicades en la dècada de 1990. Segons el crític Michael Dirda, "Ningú escriu més líricament [que Matthiessen] sobre els animals o descriu més commovedorament l'experiència espiritual del cim de les muntanyes, sabanes i el mar."
Matthiessen fou tractat de leucèmia aguda durant més d'un any. La seva mort es va produir mentre esperava la publicació de la seva última novel·la, In Paradise el 8 d'abril.

## Primers anys
Matthiessen va néixer a la ciutat de Nova York, fill d'Erard A. i Elizabeth (Carey) Matthiessen. Erard, un arquitecte, es va unir a la Marina durant la Segona Guerra Mundial i va ajudar al disseny dels dispositius d'entrenament per al tir. Més tard, va abandonar l'arquitectura per esdevenir portaveu i recaptador de fons per a la Societat Audubon i Nature Conservancy. La família acomodada va viure tant a la ciutat de Nova York com a Connecticut, on, juntament amb el seu germà, Matthiessen va desenvolupar un amor pels animals que va influir en el seu futur treball com a escriptor de fauna i naturalista. Va assistir a St. Bernard's School, the Hotchkiss School, i — després de servir breument a la Marina dels Estats Units (1945–47) – Universitat Yale (B.A., 1950), va passar el seu tercer any a la Sorbonne. A Yale, es va graduar en anglès, va publicar històries curtes (una de les quals va guanyar el prestigiós Atlantic Prize), i estudià zoologia. Va casar-se i ressolt d'emprendre la carrera d'escriptor, aviat es va traslladar a París, on es va associar amb altres escriptors nord-americans expatriats com William Styron, James Baldwin i Irwin Shaw. Allí, en 1953, esdevingué un dels fundadors, amb Harold L. Humes, Thomas Guinzburg, Donald Hall i George Plimpton, de la revista literària The Paris Review. Segons es va revelar en una pel·lícula de 2006 en aquell moment estava treballant per la CIA, usant la revista com a cobertura. En una entrevista del 2008 amb Charlie Rose, Matthiessen va dir que va "inventar The Paris Review com a tapadora" per a les seves activitats de la CIA. Va completar la seva novel·la Partisans quan treballava per a la CIA. Va tornar als Estats Units en 1954, deixant Plimpton (un amic seu d'infantesa) a càrrec de la revista. Matthiessen es va divorciar en 1956 i començà a viatjar.

## Escrits
En 1959 Mathiessen publicà la primera edició de Wildlife in America, una història d'extinció i posada en perill de les espècies d'animals i aus com a conseqüència dels assentaments humans, al llarg de la història d'Amèrica del Nord, i de l'esforç humà per protegir les espècies en perill d'extinció.
El 1965, va publicar Matthiessen At Play in the Fields of the Lord, una novel·la sobre un grup de missioners estatunidencs i la seva trobada amb una tribu indígena sud-americana. El llibre va ser adaptat per a la pel·lícula del mateix nom en 1991. En 1968 va signar la "Protesta d'Escriptors i Editors contra l'impost de guerra", jurant de rebutjar el pagament d'impostos rn protesta contra la guerra del Vietnam. La seva obra sobre la recerca oceanogràfica, Blue Meridian, amb el fotògraf Peter A. Lake, documentà la realització de la pel·lícula Blue Water, White Death (1971), dirigida per Peter Gimbel i Jim Lipscomb.
Més tard en 1973 Matthiessen es va unir al biòleg de camp George Schaller en una expedició a l'Himàlaia, que fou la base per a The Snow Leopard (1978), guanyadora d'un doble premi. Interessat per l'incident de Wounded Knee i el judici i condemna en 1976 de Leonard Peltier, un activista de l'American Indian Movement, Mathiessen va escriure una narració de no ficció, In the Spirit of Crazy Horse (1983).
En 2008, Matthiessen va revisar la seva trilogia de novel·les de Florida publicades durant la dècada del 1990: Killing Mr. Watson (1990), Lost Man's River (1997) i Bone by Bone (1999), inspirades en els anys de frontera del sud de la Florida i de la mort del propietari de plantacions Edgar J. Watson poc després de la l'huracà del sud-oest de Florida de 1910. Va revisar i editar els tres llibres, que havien originat un manuscrit de 1.500 pàgines, que finalment va produir la guardonada d'un sol volum Shadow Country.

## Plets deCrazy Horse
Poc després de la publicació en 1983 de In the Spirit of Crazy Horse, Matthiessen i la seva editorial Viking Penguin van ser demandats per difamació per David Price, un agent del FBI, i William J. Janklow, antic governador de Dakota del Sud. Els demandants van sol·licitar més de 49 milions de dòlars per danys i perjudicis; Janklow també va demandar que totes les còpies del llibre fossin retirades de les llibreries. Després de quatre anys de litigi, el jutge de districte de la Cort Federal Diana E. Murphy desestimà la demanda de Prize, defensant el dret de Matthiessen "a publicar una visió totalment unilateral de les persones i els esdeveniments." En el cas de Janklow, un tribunal de Dakota del Sud també va fallar a favor de Matthiessen. Tots dos casos van ser apel·lats. El 1990 la Cort Suprema dels Estats Units es va negar a escoltar els arguments de Price, que va posar fi a la seva apel·lació. La Cort Suprema de Dakota del Sud va rebutjar el cas de Janklow el mateix any. Amb les demandes resoltes, l'edició de butxaca del llibre fou publicada finalment en 1992.

## Vida personal
Després de graduar-se a la Universitat Yale en 1950, Matthiessen es va comprometre amb Patsy Southgate, una graduada Smith el pare de la qual havia estat cap de protocol de la Casa Blanca amb Roosevelt. Southgate era atractiva i plena d'energia. Matthiessen i Southgate van tenir dos fills junts. La parella es va divorciar el 1956.
El 1963 es va casar amb l'escriptora Deborah Love. En el seu llibre The Snow Leopard, Matthiessen va informar haver tingut una relació una mica tempestuosa amb la seva esposa Deborah, que va culminar amb un profund compromís amb l'altre fet poc abans de ser diagnosticat amb càncer. Matthiessen i Deborah practicaven budisme Zen. Ella va morir a la ciutat de Nova York a finals de 1972.
Al setembre de l'any següent va venir el viatge de camp de l'Himàlaia al Nepal. Matthiessen es va convertir més tard en un sacerdot budista de la Pruna Blanca Asanga. Abans de practicar el zen, Matthiessen va ser un pioner del LSD. Va dir que el seu Budisme va evolucionar de manera natural a partir de les seves experiències amb drogues. Va argumentar que era lamentable que el LSD s'hagués prohibit amb el temps, causa dels seus efectes potencialment beneficiosos com a eina espiritual i terapèutica (quan s'administra amb l'atenció adequada) i va ser crític amb la figura de Timothy Leary en termes de la reputació a llarg termini de les drogues.
En 1980, Matthiessen es casà amb Maria Eckhart, nascuda a Tanzània, en una cerimònia Zen a Long Island, Nova York. Ambdós vivien a Sagaponack, Nova York.
En 2005 Matthiessen, junt amb Barry Lopez, Terry Tempest Williams, i James Galvin, fou saludat a The Land's Wild Music per Mark Tredinnick, que analitza com el paisatge nodreix i desenvolupa l'escriptura de Matthiessen.

### Malaltia i mort
A Matthiessen li fou diagnosticada leucèmia a finals de 2012. Va morir a la seva llar de Sagaponak el 5 d'abril de 2014, als 86 anys.

## Guardons
- 1979 National Book Award, Contemporary Thought, per The Snow Leopard[21][22]
- 1980 National Book Award, General Non-Fiction (paperback), per The Snow Leopard[22][a]
- 1993 Helmerich Award, el Peggy V. Helmerich Distinguished Author Award és presentat anualment per la Tulsa Library Trust.
- 1995–97, designat autor de l'Estat de Nova York
- 2000 6è Heinz Award anual en Arts i Humanitats[23]
- 2008 National Book Award, Ficció, per Shadow Country[3][4]
- 2010 Premi Spiros Vergos Prize a la Llibertat d'Expressió[24]
- 2010 William Dean Howells Medal of the American Academy of Arts and Letters, per Shadow Country[25]

## Obres

### Ficció
- Race Rock (1954)
- Partisans (1955)
- Raditzer (1961)
- At Play in the Fields of the Lord (1965)
- Far Tortuga (1975)
- On the River Styx and Other Stories (1989)
- The Watson trilogy
  - Killing Mister Watson (1990)
  - Lost Man's River (1997)
  - Bone by Bone (1999)
- Shadow Country: a new rendering of the Watson legend (2008)
- In Paradise (2014)

### No ficció
- Wildlife in America (1959)
- The Cloud Forest: A Chronicle of the South American Wilderness (1961)
- Under the Mountain Wall: A Chronicle of Two Seasons in the Stone Age (1962)
- "The Atlantic Coast", a chapter in The American Heritage Book of Natural Wonders (1963)
- The Shorebirds of North America (1967)
- Oomingmak (1967)
- Sal Si Puedes: Cesar Chavez and the New American Revolution (1969)
- Blue Meridian. The Search for the Great White Shark (1971).
- The Tree Where Man Was Born (1972)
- The Snow Leopard (1978)
- Sand Rivers, amb el fotògraf Hugo van Lawick. Aurum Press, London 1981, ISBN 0-906053-22-6.
- In the Spirit of Crazy Horse (1983) ISBN 0-14-014456-0.
- Indian Country (1984).
- Nine-headed Dragon River: Zen Journals 1969–1982 (1986).
- Men's Lives: The Surfmen and Baymen of the South Fork (1986).
- African Silences (1991).
- Baikal: Sacred Sea of Siberia (1992).
- East of Lo Monthang: In the Land of the Mustang (1995).
- The Peter Matthiessen Reader: Nonfiction, 1959–1961 (2000).
- Tigers in the Snow (2000).
- The Birds of Heaven: Travels With Cranes (2001).
- End of the Earth: Voyage to Antarctica (2003).